# Jirva
La Jirva (in russo Йирва?) o Irva (Ирва) è un fiume della Russia europea nordoccidentale, affluente di sinistra del Mezen'. Scorre nell'Udorskij rajon della Repubblica dei Komi.
Le sorgenti del fiume si trovano nelle paludi dello spartiacque Mezen'-Vym'. Nel corso superiore scorre in direzione nord-est, poi vira a nord-ovest. Il canale è tortuoso, la corrente è debole, le rive sono coperte dalla foresta. Sfocia nel Mezen' a 653 km dalla foce, presso l'abitato di Glotovo. Ha una lunghezza di 174 km, il suo bacino è di 2 260 km².